# Библиотека Гарвардского университета
Библиотека Гарвардского университета (Гарвардская библиотека, англ. Harvard Library) — многобиблиотечная система Гарвардского университета с несколькими местами расположения по всему университетскому городку и за его пределами, является брендом и наименованием административного органа центральной администрации, координирующего общие задачи, стратегии и службы (такие как доступ, хранение, цифровая инфраструктура, цифровая обработка изображений и др.). Будучи основанной почти 400 лет назад, она является одной из старейших библиотек США. Ее коллекция включает 18,9 млн. томов, 174 000 серийных изданий, около 400 млн. рукописей, 10 млн. фотографий, 56 млн. заархивированных веб-страниц и 5,4 терабайта исходно цифровых архивов и манускриптов.
Гарвардская библиотека является третьей по количеству томов хранения в США после Библиотеки Конгресса и Бостонской публичной библиотеки и одной из крупнейших библиотек мира.
Одним из известных зданий в системе Гарвардской библиотеки является Библиотека Уайденера, расположенная в Гарвардском дворе.

## История библиотеки
Библиотечная система Гарварда выросла благодаря пожертвованиям видных деятелей, одним из которых был Джон Гарвард, в честь которого был назван сам университет. Джон Гарвард был пуританским священником, накопившим около 400 книг, которые были оставлены университету, положив начало коллекции библиотеки.
24 января 1764 года крупный пожар уничтожил почти все книги и научные приборы Гарварда. Все книги в библиотеке во время пожара были полностью сожжены. Книги, которые были одолжены во время пожара, были единственной оставшейся частью коллекции.